# Jan Charytański

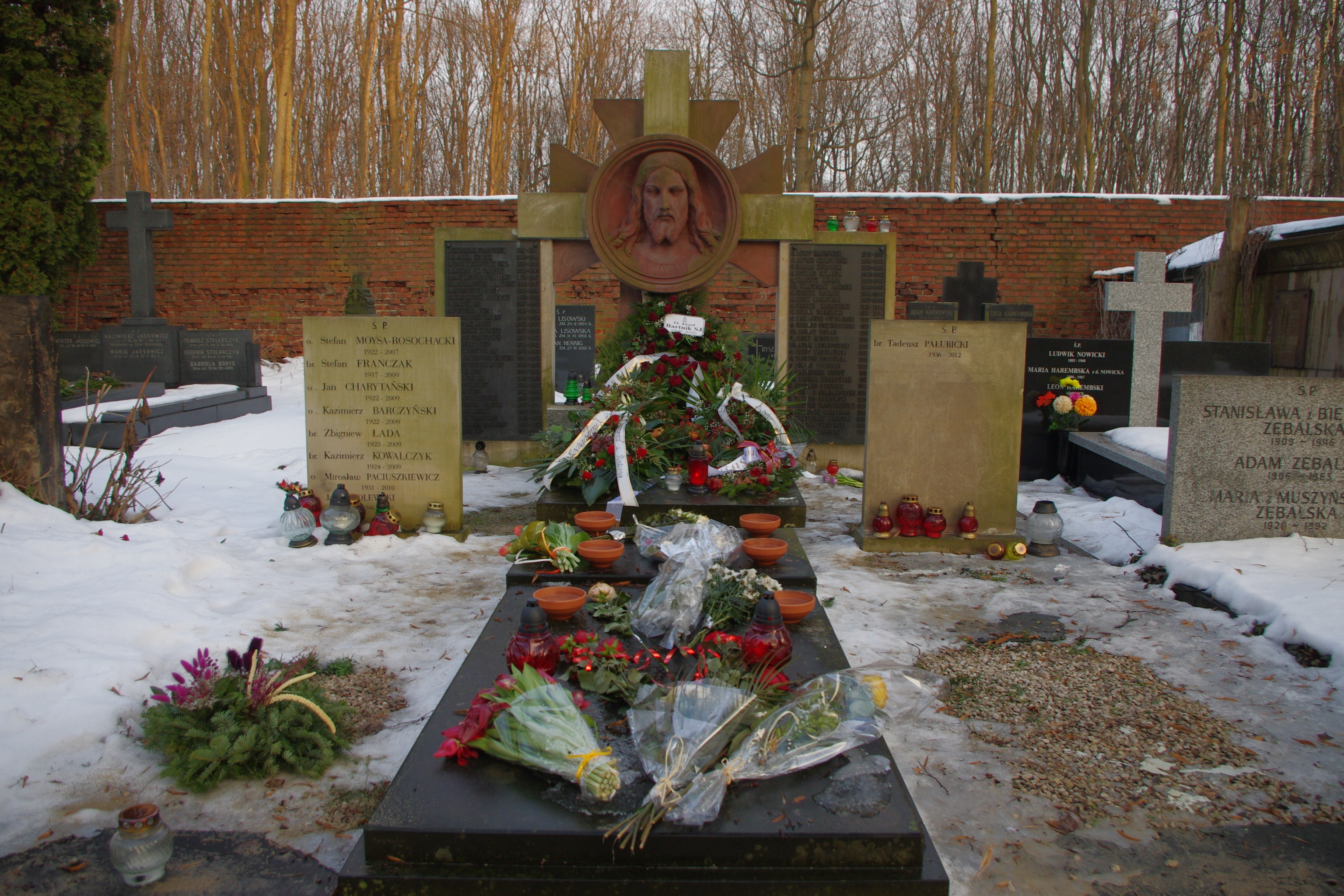
Grobowiec Zgromadzenia Jezuitów na cmentarzu Powązkowskim w Warszawie, pochowany jest w nim między innymi o. Jan Charytański

Jan Charytański (ur. 23 czerwca 1922 w Warszawie, zm. 4 sierpnia 2009 tamże) – polski ksiądz rzymskokatolicki, profesor teologii, katechetyk.

## Życiorys
Do zakonu jezuitów wstąpił 14 lipca 1939, w którym 29 czerwca 1952 z rąk arcybiskupa Eugeniusza Baziaka przyjął święcenia kapłańskie i 15 sierpnia 1956 złożył ostatnie śluby zakonne. W 1957 został prefektem Gimnazjum im. Tadeusza Reytana w Warszawie. Ukończył studia pedagogiczne na KUL oraz teologiczne na Papieskim Wydziale Teologicznym „Bobolanum” w Warszawie. Doktorat z katechetyki uzyskał w 1966, habilitację w 1972. W 1977 uzyskał tytuł profesora nadzwyczajnego na ATK, a w 1983 tytuł profesora zwyczajnego. Był wykładowcą w Bobolanum a także współtwórcą Centrum Katechetycznego, które wydawało podręczniki do katechezy. Jest autorem lub współautorem ponad 150 publikacji, m.in. Bóg z nami, Trudna droga wychowawcy, Kim jestem jako człowiek i chrześcijanin, Rzeczywistość miłości w katechizmie Kościoła katolickiego.
Pod jego kierunkiem stopień naukowy doktora w 1989 uzyskał Zbigniew Marek.
Został pochowany w grobowcu Zgromadzenia Jezuitów na Cmentarzu Powązkowskim (kwatera 216-1/2/5/6-37/38/38).